# Dno
Dno (en rus: Дно) és una ciutat de l'óblast de Pskov, a Rússia, segons el cens del 2021 tenia 7.850 habitants. Es troba a 113 km al sud-est de Pskov.

## Història
La història de Dno comença amb la fundació de la ciutat com un centre ferroviari el 1897. Dno es troba en la intersecció de dues vies fèrries: Pskov-Bologoie i Sant Petersburg-Kíev. La ciutat és en certa manera dependent del ferrocarril i de les seves activitats relacionades.
El 2 de març de 1917 el tsar Nicolau II signava la seva abdicació a l'estació de ferrocarril de la ciutat. El 1925 aconseguí l'estatus de ciutat.
Durant la Segona Guerra Mundial fou ocupada des del 18 de juliol de 1941 per la Wehrmacht de l'Alemanya Nazi fins al seu alliberament el 24 de febrer de 1944 per les tropes del Front de Leningrad i del Segon Front del Bàltic en el marc de l'operació Leningrad-Nóvgorod.